# آلدو گریمالدی
آلدو گریمالدی (ایتالیایی: Aldo Grimaldi؛ ‏ ۱۹۴۲ – ۵ اوت ۱۹۹۰) فیلم‌نامه‌نویس و کارگردان فیلم اهل ایتالیا بود.
از فیلم‌هایی که وی در آن‌ها نقش داشته است، می‌توان به خدمتکار، گردشگران را اغوا می‌کند، بازی‌های عاشقانه سیندی، معلم علوم تجربی، آن دوران که به زن‌ها باکره می‌گفتند، فضول و بیوه دل‌ربا اشاره نمود.